# Coupe du monde de snowboard 2006-2007
Navigation
Édition précédente Édition suivante
La coupe du monde de snowboard 2007 a débuté le 13 octobre 2006 par des épreuves de slalom parallèle organisées aux Pays-Bas et s'est terminée le 18 mars 2007 à Stoneham (Canada). Le suisse Simon Schoch conserve son Globe de cristal et l'autrichienne Doresia Krings inscrit pour la première fois son nom au palmarès de la coupe du monde en remportant le gros Globe de cristal.

## Calendrier et podiums
Épreuves
| - Big air : BA - Half-pipe : HP - Slalom géant parallèle : PGS | - Slalom parallèle : PSL - Snowboardcross : SBX |  |

### Femmes
| Date       | Lieu                   | Épreuve | Vainqueur              | Second                 | Troisième               |
| ---------- | ---------------------- | ------- | ---------------------- | ---------------------- | ----------------------- |
| 13/10/2006 | Landgraaf              | PSL     | Amelie Kober           | Marion Kreiner         | Heidi Neururer          |
| 21/10/2006 | Sölden                 | PGS     | Fraenzi Kohli          | Doresia Krings         | Marion Kreiner          |
| 23/11/2006 | Saas Fee               | HP      | Gretchen Bleiler       | Soko Yamaoka           | Manuela Laura Pesko     |
| 13/12/2006 | San Vigilio di Marebbe | PGS     | Isabella dal Balcon    | Ekaterina Tudigescheva | Isabella Laboeck        |
| 20/12/2006 | Bad Gastein            | PSL     | Ekaterina Tudigescheva | Doresia Krings         | Heidi Neururer          |
| 21/12/2006 | Bad Gastein            | PSL     | Doresia Krings         | Heidi Neururer         | Julie Pomagalski        |
| 28/01/2007 | Nendaz                 | PSL     | Selina Joerg           | Heidi Neururer         | Doresia Krings          |
| 02/02/2007 | Bardonèche             | PGS     | Fraenzi Kohli          | Heidi Neururer         | Doresia Krings          |
| 03/02/2007 | Bardonèche             | HP      | Manuela Laura Pesko    | Holly Crawford         | Paulina Ligocka         |
| 09/02/2007 | Shukolovo              | PSL     | Heidi Neururer         | Doresia Krings         | Amelie Kober            |
| 16/02/2007 | Furano                 | PGS     | Isabella dal Balcon    | Fraenzi Kohli          | Alexandra Jekova        |
| 17/02/2007 | Furano                 | SBX     | Maelle Ricker          | Lindsey Jacobellis     | Callan Chythlook-Sifsof |
| 18/02/2007 | Furano                 | HP      | Holly Crawford         | Soko Yamaoka           | Shiho Nakashima         |
| 24/02/2007 | Sungwoo                | HP      | Paulina Ligocka        | Mi-Yeon Lee            | Yea-Na Kim              |
| 25/02/2007 | Sungwoo                | PGS     | Doresia Krings         | Fraenzi Kohli          | Svetlana Boldikova      |
| 02/03/2007 | Calgary                | HP      | Manuela Laura Pesko    | Jiayu Liu              | Holly Crawford          |
| 03/03/2007 | Calgary                | HP      | Manuela Laura Pesko    | Holly Crawford         | Jiayu Liu               |
| 08/03/2007 | Lake Placid            | SBX     | Lindsey Jacobellis     | Tanja Frieden          | Sandra Frei             |
| 10/03/2007 | Lake Placid            | HP      | Gretchen Bleiler       | Manuela Laura Pesko    | Holly Crawford          |
| 11/03/2007 | Lake Placid            | SBX     | Lindsey Jacobellis     | Alexandra Jekova       | Helene Olafsen          |
| 16/03/2007 | Stoneham               | PGS     | Fraenzi Kohli          | Claudia Riegler        | Marion Kreiner          |
| 17/03/2007 | Stoneham               | SBX     | Helene Olafsen         | Diane Thermoz Liaudy   | Tanja Frieden           |
| 18/03/2007 | Stoneham               | HP      | Manuela Laura Pesko    | Holly Crawford         | Paulina Ligocka         |

### Hommes
| Date       | Lieu                   | Épreuve | Vainqueur          | Second             | Troisième          |
| ---------- | ---------------------- | ------- | ------------------ | ------------------ | ------------------ |
| 13/10/2006 | Landgraaf              | PSL     | Siegfried Grabner  | Simon Schoch       | Marc Iselin        |
| 22/10/2006 | Sölden                 | PGS     | Simon Schoch       | Rok Flander        | Philipp Schoch     |
| 11/11/2006 | Stockholm              | BA      | Matevz Petek       | Peetu Piiroinen    | Risto Mattila      |
| 23/11/2006 | Saas Fee               | HP      | Scott Lago         | Markus Malin       | Daisuke Murakami   |
| 13/12/2006 | San Vigilio di Marebbe | PGS     | Rok Flander        | Siegfried Grabner  | Simon Schoch       |
| 20/12/2006 | Bad Gastein            | PSL     | Siegfried Grabner  | Simon Schoch       | Philipp Schoch     |
| 21/12/2006 | Bad Gastein            | PSL     | Simon Schoch       | Roland Haldi       | Jasey Jay Anderson |
| 06/01/2007 | Graz                   | BA      | Peetu Piiroinen    | Hubert Fill        | Benedikt Nadig     |
| 28/01/2007 | Nendaz                 | PSL     | Simon Schoch       | Mathieu Bozzetto   | Matthew Morison    |
| 02/02/2007 | Bardonèche             | PGS     | Roland Haldi       | Nicolas Huet       | Heinz Inniger      |
| 03/02/2007 | Bardonèche             | HP      | Peetu Piiroinen    | Janne Korpi        | Xaver Hoffmann     |
| 04/02/2007 | Turin                  | BA      | Janne Korpi        | Jaakko Ruha        | Stefan Gimpl       |
| 09/02/2007 | Shukolovo              | PSL     | Marc Iselin        | Matthew Morison    | Rok Flander        |
| 10/02/2007 | Moscou                 | BA      | Peetu Piiroinen    | Jaakko Ruha        | Matevz Petek       |
| 16/02/2007 | Furano                 | PGS     | Matthew Morison    | Simon Schoch       | Rok Marguc         |
| 17/02/2007 | Furano                 | SBX     | Drew Neilson       | Nate Holland       | Simon Bonenfant    |
| 18/02/2007 | Furano                 | HP      | Ryoh Aono          | Kohhei Kudoh       | Kazuhiro Kokubo    |
| 24/02/2007 | Sungwoo                | HP      | Jeff Batchelor     | Dolf van der Wal   | Andrew Burton      |
| 25/02/2007 | Sungwoo                | PGS     | Jasey Jay Anderson | Andreas Prommegger | Mathieu Bozzetto   |
| 02/03/2007 | Calgary                | HP      | Ryoh Aono          | Kohhei Kudoh       | Rolf Feldmann      |
| 03/03/2007 | Calgary                | HP      | Ryoh Aono          | Dylan Bidez        | Brad Martin        |
| 08/03/2007 | Lake Placid            | SBX     | Drew Neilson       | Nate Holland       | Simone Malusa      |
| 10/03/2007 | Lake Placid            | HP      | Steven Fisher      | Tommy Czeschin     | Elijah Teter       |
| 11/03/2007 | Lake Placid            | SBX     | Drew Neilson       | Nate Holland       | David Speiser      |
| 16/03/2007 | Stoneham               | PGS     | Heinz Inniger      | Siegfried Grabner  | Marc Iselin        |
| 17/03/2007 | Stoneham               | SBX     | Pierre Vaultier    | Nick Baumgartner   | Drew Neilson       |
| 18/03/2007 | Stoneham               | HP      | Daniel Friberg     | Ryoh Aono          | Brendan Davis      |

## Classements généraux
| Rang | Nom                 | Pays      | Points |
| ---- | ------------------- | --------- | ------ |
| 1    | Doresia Krings      | Autriche  | 7830   |
| 2    | Heidi Neururer      | Autriche  | 5590   |
| 3    | Fraenzi Kohli       | Suisse    | 5440   |
| 4    | Manuela Laura Pesko | Suisse    | 5400   |
| 5    | Holly Crawford      | Australie | 5050   |

| Rang | Nom               | Pays     | Points |
| ---- | ----------------- | -------- | ------ |
| 1    | Simon Schoch      | Suisse   | 7080   |
| 2    | Siegfried Grabner | Autriche | 5640   |
| 3    | Peetu Piiroinen   | Finlande | 5200   |
| 4    | Rok Flander       | Slovénie | 4720   |
| 5    | Roland Haldi      | Suisse   | 4230   |

| Rang | Nom                 | Pays     | Points |
| ---- | ------------------- | -------- | ------ |
| 1    | Doresia Krings      | Autriche | 6480   |
| 2    | Heidi Neururer      | Autriche | 5590   |
| 3    | Fraenzi Kohli       | Suisse   | 5440   |
| 4    | Isabella dal Balcon | Italie   | 4410   |
| 5    | Marion Kreiner      | Autriche | 4160   |

| Rang | Nom               | Pays     | Points |
| ---- | ----------------- | -------- | ------ |
| 1    | Simon Schoch      | Suisse   | 7080   |
| 2    | Siegfried Grabner | Autriche | 5640   |
| 3    | Rok Flander       | Slovénie | 4720   |
| 4    | Roland Haldi      | Suisse   | 4230   |
| 5    | Mathieu Bozzetto  | Suisse   | 3830   |

| Rang | Nom                  | Pays       | Points |
| ---- | -------------------- | ---------- | ------ |
| 1    | Lindsey Jacobellis   | États-Unis | 2800   |
| 2    | Tanja Frieden        | Suisse     | 2110   |
| 3    | Maelle Ricker        | Canada     | 2080   |
| 4    | Helene Olafsen       | Norvège    | 1920   |
| 5    | Diane Thermoz Liaudy | France     | 1800   |
| 6    | Alexandra Jekova     | Bulgarie   | 1560   |

| Rang | Nom                  | Pays       | Points |
| ---- | -------------------- | ---------- | ------ |
| 1    | Drew Neilson         | Canada     | 3600   |
| 2    | Nate Holland         | États-Unis | 2426   |
| 3    | Pierre Vaultier      | France     | 1700   |
| 4    | David Speiser        | Allemagne  | 2728   |
| 5    | Nick Baumgartner     | États-Unis | 1264   |
| 6    | Ludovic Guillot-Diat | France     | 1118   |

| Rang | Nom              | Pays       | Points |
| ---- | ---------------- | ---------- | ------ |
| 1    | Manuela Pesko    | Suisse     | 5400   |
| 2    | Holly Crawford   | Australie  | 5050   |
| 3    | Paulina Ligocka  | Pologne    | 3950   |
| 4    | Soko Yamaoka     | Japon      | 2460   |
| 5    | Gretchen Bleiler | États-Unis | 2000   |

| Rang | Nom              | Pays      | Points |
| ---- | ---------------- | --------- | ------ |
| 1    | Ryo Aono         | Japon     | 4000   |
| 2    | Kohei Kudo       | Japon     | 2410   |
| 3    | Dolf van der Wal | Pays-Bas  | 2067   |
| 4    | Andrew Burton    | Australie | 2010   |
| 5    | Peetu Piiroinen  | Finlande  | 1900   |

|      | \| Rang \| Nom \| Pays \| Points \| \| ---- \| --------------- \| -------- \| ------ \| \| 1 \| Peetu Piiroinen \| Finlande \| 3300 \| \| 2 \| Matevž Petek \| Slovénie \| 2200 \| \| 3 \| Jaakko Ruha \| Finlande \| 1980 \| \| 4 \| Stefan Gimpl \| Autriche \| 1740 \| \| 5 \| Hubert Fill \| Autriche \| 1329 \| |          |        |
| Rang | Nom | Pays     | Points |
| 1    | Peetu Piiroinen | Finlande | 3300   |
| 2    | Matevž Petek | Slovénie | 2200   |
| 3    | Jaakko Ruha | Finlande | 1980   |
| 4    | Stefan Gimpl | Autriche | 1740   |
| 5    | Hubert Fill | Autriche | 1329   |